# 가타노사카 도모히로
가타노사카 도모히로(일본어: 片野坂 知宏, 1971년 4월 18일 ~ )는 일본의 전 축구 선수이자 현 축구 지도자로 과거 산프레체 히로시마, 가시와 레이솔, 오이타 트리니타, 감바 오사카, 베갈타 센다이에서 수비수로 활동했으며 현재 오이타 트리니타의 사령탑으로 재직 중이다.

## 선수 시절
1990년 산프레체 히로시마 입단을 통해 프로에 전격 입문한 뒤 1995 시즌 초반까지 공식전 122경기 5골을 기록하며 J리그 1994 준우승에 기여했고 이후 1995 시즌 초반 무렵 가시와 레이솔로 트레이드되어 1999 시즌까지 공식전 141경기 10골을 기록하며 J리그 디비전 1 1999 3위, J리그컵 1999 우승, 천황배 1999 4강 진출 등에 공헌했다.
이후 2000 시즌부터 2003 시즌까지 오이타 트리니타, 감바 오사카, 베갈타 센다이 등에서 52경기 1골을 기록한 뒤 2003 시즌을 끝으로 공식전 315경기 16골의 기록을 남긴 채 14시즌동안의 프로 선수 생활을 마감했다.

## 지도자 경력

### 오이타 트리니타 1기
선수 은퇴 후 2004 시즌부터 3시즌동안 친정팀인 오이타 트리니타의 코치를 맡으며 J리그 디비전 1 2006 8위라는 오이타 구단 역사상 J1리그 종전 최고 성적에 이바지했다.

### 감바 오사카 1기
2006 시즌 후 감바 오사카의 코치로 자리를 옮긴 뒤 2009 시즌까지 3시즌간 몸 담으며 2번의 J1리그 3위(2007, 2009), J리그컵 2007 우승, 천황배 2007 4강, J리그컵 2008 4강, 천황배 2회 연속 우승(2008, 2009), 2008년 AFC 챔피언스리그 우승, 2008년 FIFA 클럽 월드컵 3위의 성적에 기여했다.

### 산프레체 히로시마
2009 시즌을 마친 후 현역 시절 첫 프로팀인 산프레체 히로시마의 코치로서 15년만에 친정팀에 복귀하여 2013 시즌까지 4시즌동안 역임하며 J리그컵 2010 준우승, J1리그 2회 연속 우승(2012, 2013), 천황배 2013 준우승 등에 이바지했다. 

### 감바 오사카 2기
2013 시즌 종료 후 감바 오사카의 코치로 5년만에 복귀하여 2014 시즌 트레블 달성(J리그 디비전 1 2014, J리그컵 2014, 천황배 2014 우승), J1리그 2015 준우승, J리그컵 2015 준우승, 천황배 2015 우승, 2015년 AFC 챔피언스리그 4강 진출을 이끌었다.

### 오이타 트리니타 2기
2016 시즌을 앞두고 오이타 트리니타의 사령탑 부임을 통해 10년만에 친정팀으로 복귀한 뒤 2021 시즌까지 6시즌동안 역임하며 J3리그 2016 우승, J2리그 2018 준우승을 이끌었고 천황배 2021에서는 J리그컵 2008 우승 이후 13년만의 국내 메이저 컵대회 결승 진출이자 창단 첫 천황배 준우승의 큰 성과를 이끌었다.

### 감바 오사카 3기
2022 시즌을 앞두고 감바 오사카의 사령탑으로 부임하며 7년만에 전격 복귀했지만 공식전 33경기 8승 9무 16패의 저조한 성적에 그치면서 결국 경질의 칼바람을 피하지 못했다.

### 오이타 트리니타 3기
감바 오사카 사령탑 자리에서 물러난 뒤 2024 시즌을 앞두고 3년만에 오이타 트리니타의 사령탑으로 전격 복귀했다.

## 수상

### 클럽 (선수)
산프레체 히로시마
- J1리그 : 준우승 (1994)

가시와 레이솔
- J1리그 : 3위 (1999)
- J리그컵 : 우승 (1999)
- 천황배 : 4강 (1999)

### 클럽 (지도자)
오이타 트리니타
- J3리그 : 우승 (2016)
- J2리그 : 준우승 (2018)
- 천황배 : 준우승 (2021)

### 개인
- J1리그 올해의 감독상 : 2019